# Asbites
Els asbites (llatí: Asbytae, grec antic: Ἀσβύται, Asbýtai) foren un poble amazic de l'interior de Cirenaica, al sud de Cirene. No habitaven al llarg de la costa, ocupada pels grecs, s'estenien cap a l'est fins a l'altura de l'illa d'Afrodísies, vora l'actual vila de Derna.
Els descriuen Heròdot (segle v aC), Estrabó (segle i aC), Plini (segle i), Claudi Ptolemeu (segle ii), Dionís Periegeta (segle iii) i el Geògraf de Ravenna (segle viii), i a més els esmenten diversos poetes com ara Cal·límac (segle iii aC), Licòfron (segle iii aC), Sili Itàlic (segle i) i Nonnos de Panòpolis (segle v), cosa que significa que tenien una certa rellevància. Segons Heròdot eren veïns del giligammes i dels ausquises.
Els asbistes vivien al rerepaís dels grecs cirenaics i, per tant, eren, de totes les tribus amazigues de Líbia, la més hel·lenitzada de totes. Els asbistes patiren els efectes de la colonització grega i hom ha aventurat la hipòtesi que fossin part de la població de Cirene com a periecs.
Hom els ha volgut identificar amb els isebeten tuaregs, però es tracta d'una hipòtesi poc contrastada.